# 75ª Squadriglia caccia
La 75ª Squadriglia fu un reparto da caccia attivo nel Servizio Aeronautico del Regio Esercito (prima guerra mondiale).

## Storia

### Prima guerra mondiale
La Squadriglia viene formata sul Campo di aviazione di Verona-Tombetta il 1º maggio 1916 al comando del capitano Maffeo Scarpis ed assegnata al III Gruppo (poi 3º Gruppo caccia terrestre) col compito della difesa aerea di Verona, sede di alti comandi e depositi militari.
All'inizio il reparto dispone di 4 piloti (tra cui i sottotenenti Alessandro Buzio e Mario de Bernardi ed il Caporale Elia Antonio Liut) cui si aggiungeranno entro la fine del mese altri 4 piloti (tra cui il soldato Guido Nardini) e di 5 Nieuport.
Il 3 maggio la squadriglia distacca una sezione di 3 piloti a Villaverla.
Il 27 giugno De Bernardi, Buzio, il caporale Guido Consonni (2 medaglie d'argento al valor militare) e Nardini costringono l'Hansa-Brandenburg C.I con il Zgsf Josef Holub e l'osservatore Fhr Friedrich von Langer della Flik 21 ad atterrare dalle parti di Arzignano in territorio italiano. Gi aviatori verranno catturati.
Il 18 agosto Scarpis cede il comando al capitano Mario Ugo Gordesco.
In dicembre Gordesco cede il comando al capitano Salvatore Calori e la squadriglia dispone di 9 piloti (tra cui il tenente Giovanni De Briganti che in futuro diventerà collaudatore della FIAT morendo nell'autunno 1937 in un incidente col secondo prototipo del Fiat G.50) e 7 Nieuport 11.
Nel 1916 la Squadriglia ha eseguito 361 voli di guerra sostenendo 24 combattimenti.
L'8 aprile 1917 Calori è sostituito dal capitano Antonio Bosio (generale) (medaglia d'argento al valor militare e futuro capo di stato maggiore dell'Aeronautica Militare dal 1933 al 1934) e dal 10 aprile la squadriglia passa sotto il 9º Gruppo Caccia.
Il 24 maggio  il Sergente Fermo Angelo Macchi, in forza alla 73.ma squadriglia di caccia, col suo Nieuport 11 n. 1646, affronta tre aerei austriaci nei pressi di Levico e ne abbatte uno.
Il 31 agosto la 3ª Sezione dotata di SPAD S.VII lascia l'Aeroporto di Brescia-Ghedi per Castenedolo (poi Aeroporto di Brescia-Montichiari).
Il 22 ottobre due sezioni della squadriglia si distaccano e vanno a formare la 72ª Squadriglia Caccia mentre la 75^ ritorna al III Gruppo il 24 ottobre.
Il 30 ottobre arriva il rinforzo della 1ª Sezione SVA col tenente Natale Palli, futuro pilota di Gabriele D'Annunzio nel volo su Vienna su SVA ed il Sergente Bartolomeo Arrigoni.
Il 3 novembre il Sergente Andrea Mancini abbatte col suo Nieuport 17 un aereo austriaco sul Lago di Caldonazzo.
Alla fine dell'anno ci sono 11 piloti, 5 Nieuport 17, 2 SVA ed una sezione di 2 Farman ceduta dalla 50ª Squadriglia con 2 piloti un osservatore e 2 mitraglieri per intercettazioni notturne.
Alla fine di gennaio 1918 cominciano ad arrivare i Nieuport 27.
In febbraio l'unità dispone di 9 Ni 27, 1 Ni 17 ed 1 Farman.
Il 18 marzo la squadriglia si sposta a San Luca di Padernello (Paese) e dal 25 marzo arrivano gli Hanriot HD.1.
Al 1º aprile sono presenti 3 Hanriot un Ni 17 (o Ni 2) e 10 Ni 27.
Il 14 maggio il reparto si sposta in località Ganfardine (poi Aeroporto di Verona-Villafranca).
Il 20 maggio il Tenente Pietro Campanaro (Medaglia d'argento al Valor Militare) su Nieuport abbatte un caccia austriaco a Mori (Italia) ricevendo la Medaglia d'argento al Valor Militare.
Al 1º giugno ci sono 14 piloti, 12 Hd 1, 8 Ni 27 e 1 Ni 17.
Il 15 giugno il reparto si trasferisce al Campo di aviazione di Busiago di Campo San Martino.
Il 19 giugno il Tenente Giuseppe Vanasco (2 Medaglie di Bronzo al Valor Militare), con Bosio ed il Tenente Pietro Danieli (Medaglia di Bronzo al Valor Militare) abbattono un aereo austriaco sul Monte Cismon (Cismon del Grappa).
Il 29 giugno il reparto torna a Ganfardine ed il 20 luglio il comando passa al Capitano Arturo Oddo.
Il 28 agosto una sezione di Hd 1 viene distaccata alla 71ª Squadriglia Caccia con 7 piloti.
Alla fine delle ostilità il reparto dispone di 11 Ni 27 e 10 Hd 1 e 15 piloti.
Nel 1918 la squadriglia ha compiuto 946 voli bellici sostenendo 30 combattimenti.
Viene sciolta nel marzo 1919.

### La Regia Aeronautica
Nell'autunno del 1924 era nel 23º Gruppo al Campo della Promessa di Lonate Pozzolo nel 1º Stormo Caccia Terrestre della Regia Aeronautica, nel 1925 transita sui Nieuport 29 e nel 1926 riceve anche i Fiat C.R.1.
Nel febbraio 1927 entra nel 2º Stormo con sede a Cinisello Balsamo con i Nieuport 29 che in maggio vennero cambiati con gli Ansaldo AC 3 (variante dell'Ansaldo AC.2).
Alla fine del 1929 il Gruppo adotta i nuovi Fiat C.R.20.
Il 1º giugno 1931 entra nel 3º Stormo dell'Aeroporto di Bresso con i CR 20bis che sostituisce nel 1935 con i Fiat C.R.32.

### Seconda guerra mondiale
Al 10 giugno 1940 era a Cervere con 8 Fiat C.R.42 nel XXIII Gruppo.
Dal 20 giugno vi arriva il Capitano Antonio Chiodi e dal 15 dicembre il Tenente Pietro Calistri.
All'8 settembre 1943 era all'Aeroporto di Furbara con 3 MC-202 nel XXIII Gruppo.

### Il dopoguerra
Dall'agosto 1953 era nel 2º Stormo alle sue dipendenze del 13º Gruppo caccia sull'aeroporto di Bergamo-Orio al Serio sui P-51 Mustang prima di ricevere i de Havilland DH.100 Vampire e nel marzo-aprile del 1957 gli F-86 Sabre.
In poco più di un decennio operò da Brescia Montichiari, aeroporto di Cameri da luglio 1957, aeroporto di Gioia del Colle ed infine, dal 1965, dall'aeroporto di Brindisi-Casale.